# أم العمد (الباب)
 أم العمد قرية سوريّة تتبع إداريّاً لمحافظة حلب منطقة الباب ناحية مركز الباب، بلغ تعداد سكانها 200 نسمة حسب التعداد السكاني لعام 2004.